# Зеленоградский лесопарк

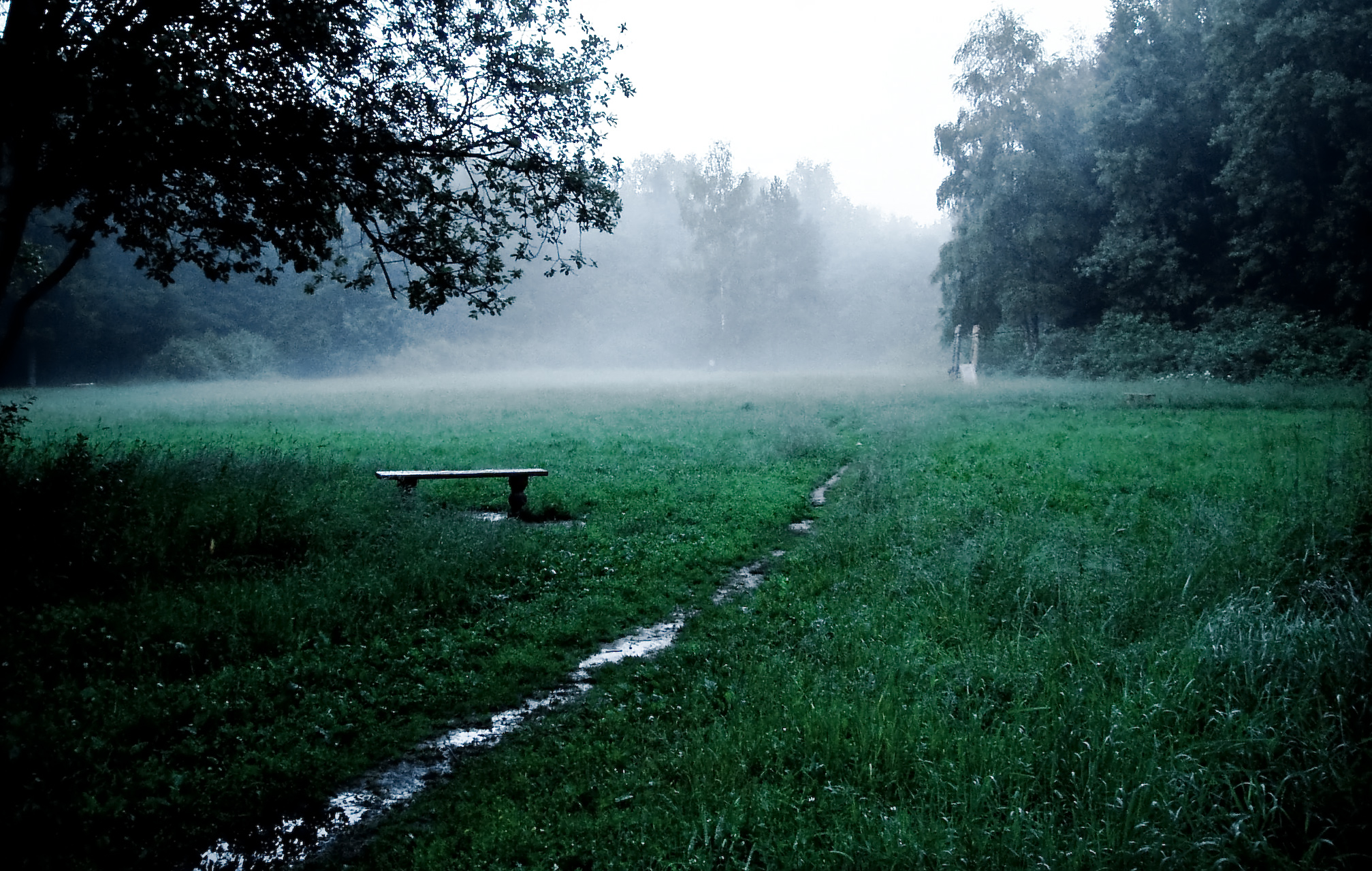
Поляна в лесу за площадью Юности

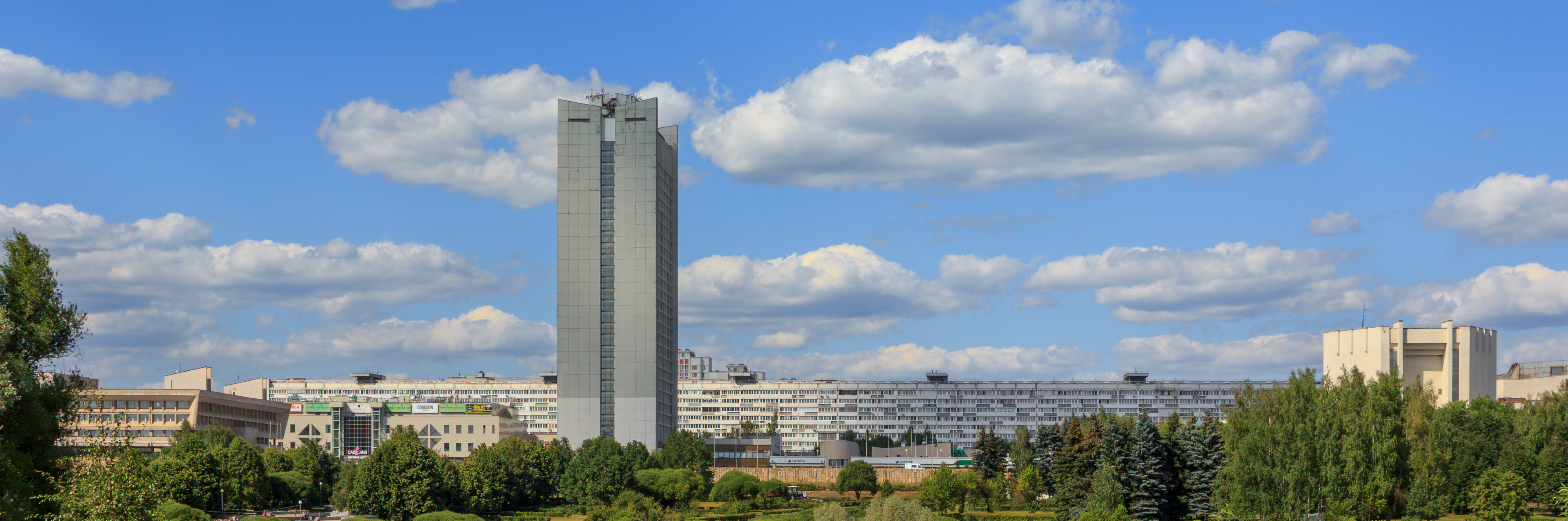
Панорама парка Победы

Зеленогра́дский лесопа́рк — природоохранный комплекс естественных и искусственных лесопарков города Москвы на территории Зеленоградского административного округа в районах Старого города — Матушкино, Савёлки, Старое Крюково, Силино.

## История
Фактически зеленоградский лесопарк был основан в 1958 году в рамках постановления Совет Министров СССР о строительстве нового города в районе станции Крюково. Постановление предусматривало застройку города с использованием естественного рельефа местности и существующей растительности (с охраной существующих зеленых насаждений, а также санитарной) охраной почвы и водных источников), при этом строительство парков, бульваров и другие мероприятия по озеленению города должны были осуществляться одновременно с жилищным и гражданским строительством.
Хотя постановление предполагало, что при проектировании озеленения города следует руководствоваться действующими на тот момент нормами, в генеральных планах развития города (1959—1987) зелёные насаждения занимали около 50 % селитебной территории, что почти в два раза больше, чем было положено по нормам.
Для управления лесопарками 25 января 1968 года на базе Сходненского лесничества был основан Зеленоградский леспаркхоз — с 2013 года дирекция природных территорий Зеленоградского административного округа государственного природоохранного бюджетного учреждения города Москвы «Московское городское управление природными территориями» (ГПБУ «Мосприрода») департамента природопользования и охраны окружающей среды города Москвы.

## Территория
Общая площадь — 1021,96 га (2016) (27,5 % территории Зеленограда) — включает территории Крюковского лесопарка (на месте естественных лесов, около 85 % общей площади) и Городского лесопарка (зеленые насаждения вдоль центральных улиц, цветники и газоны на главных площадях округа, парки 40-летия Победы (Парк Победы) и «Ровесник»).

## Специализированные подразделения
В составе лесопарка функционирует вольерный комплекс «Дом лани», общей площадью 1,2 га (около 0,76 га — закрытая лесная часть, где обитают лани европейские, 0,46 — открытая часть с амфитеатром, смотровыми, игровыми и интерактивными площадками, вольерами с домашними животными и аптекарским огородом). Комплекс был впервые открыт в 1968 году и просуществовал до 1987 года, в 2015 году после реконструкции он был открыт повторно.
В составе дирекции работает мастерская малых архитектурных форм, занимающаяся изготовлением деревянных скульптур, детских игровых комплексов, садово-парковой мебели, мостиков и других сооружений из упавших или вырубленных по санитарным причинам деревьев как для художественно-декоративного оформления лесопарка, так и для продажи сторонним лицам.

## Флора и фауна
Зеленоградский лесопарк по природному составу относится преимущественно к хвойным и мягколиственным смешанным лесам.
Основные деревья:
- ели (около 38 % природного состава) — преимущественно естественно произрастающая ель европейская, в небольших количествах высаженная искусственно ель голубая;
- сосны (19 %) — сосна обыкновенная;
- берёзы (33,6 %) — берёза бородавчатая (повислая, плакучая) и берёза пушистая (белая);
- осины (4,6 %).

Встречаются также:
- хвойные — лиственница сибирская,
- твердолиственные — дуб черешчатый, ясень, клён остролистый, клён гиннала, вяз,
- мягколиственные — различные виды ив (ива ломкая (ракита), ива белая (ветла), ива козья, ива пятитычинковая и другие), а также ольха чёрная.

Подлесок в основном представлен естественно произрастающими лещиной (орешником), рябиной, крушиной ломкой, черемухой обыкновенной, малиной, бузиной, калиной и волчьим лыком, а также искусственно посаженными карананой древовидной (акацией желтой), жимолостью татарской, кизильником блестящим, дёреном белым (свидиной белой), иргой и боярышником.
Фауна лесопарка насчитывает более 75 видов птиц и 25 видов зверей.

## Культурное влияние
Высокий уровень озеленения строящегося города стал главной причиной присвоения ему в 1963 году наименования Зеленоград — буквально Зелёный город.
Один из основных символов города Зеленограда. Щитодержателями герба Зеленограда являются две белки натуральных цветов (как представители фауны лесопарка), сидящие на двух перекрещенных ветвях натуральных цветов — дубовой слева и еловой справа — символизирующих, соответственно, лиственные и хвойные леса лесопарка.
В 2017 году в рамках художественного оформления города в год экологии в России был установлен ряд стендов с изображениями растений, птиц и зверей лесопарка.